# Associazione Sportiva Cisco Calcio Roma 2009-2010
Questa voce raccoglie le informazioni riguardanti l'Associazione Sportiva Cisco Calcio Roma nelle competizioni ufficiali della stagione 2009-2010.

## Divise e sponsor
| Casa | Trasferta |

## Organigramma societario
Area direttiva
- Presidente: Mario Ciaccia
- Vice Presidente: Romualdo Ciaccia
- Amministratore delegato: Davide Ciaccia
- Direttore Generale: Massimo Corinaldesi

Area organizzativa
- Segretario generale: Alessandro Nunzi
- Team manager: Luigi Coni

Area comunicazione
- Responsabile area comunicazione: Alfredo Maria Cocco

Area tecnica
- Direttore sportivo: Fabio Appetiti
- Allenatore: Giuseppe Incocciati
- Allenatore in seconda: Giuseppino Argentesi
- Preparatore/i atletico/i: Fausto Russo
- Preparatore dei portieri: Paolo Onorati

Area sanitaria
- Medico sociale: Sergio Cameli
- Massaggiatori: Doriano Ruggiero, Giammaria Macrina

## Rosa
| N. |                      | Ruolo | Calciatore           |
| -- | -------------------- | ----- | -------------------- |
|    | Italia (bandiera)    | P     | Stefano Ambrosi      |
|    | Italia (bandiera)    | P     | Paolo Baiocco        |
|    | Italia (bandiera)    | P     | Umberto Previti      |
|    | Italia (bandiera)    | D     | Marco Angeletti      |
|    | Italia (bandiera)    | D     | Antonio Balzano      |
|    | Italia (bandiera)    | D     | Stefano Di Fiordo    |
|    | Senegal (bandiera)   | D     | Diaw Doudou          |
|    | Italia (bandiera)    | D     | Gianmatteo Gasperini |
|    | Italia (bandiera)    | D     | Fabrizio Lo Piccolo  |
|    | Italia (bandiera)    | D     | Francesco Mazzarani  |
|    | Italia (bandiera)    | D     | Emanuele Padella     |
|    | Italia (bandiera)    | D     | Francesco Sabatucci  |
|    | Argentina (bandiera) | C     | Carlos Barrionuevo   |
|    | Italia (bandiera)    | C     | Stefano Bellè        |
|    | Italia (bandiera)    | C     | Roberto Chiappara    |

| N. |                      | Ruolo | Calciatore            |
| -- | -------------------- | ----- | --------------------- |
|    | Italia (bandiera)    | C     | Giorgio Di Vicino     |
|    | Italia (bandiera)    | C     | Gabriele Goretti      |
|    | Italia (bandiera)    | C     | Francesco La Rosa     |
|    | Italia (bandiera)    | C     | Tiziano Luciani       |
|    | Italia (bandiera)    | C     | Fabrizio Romondini    |
|    | Camerun (bandiera)   | C     | David Toukam          |
|    | Argentina (bandiera) | A     | Jonathan Alessandro   |
|    | Brasile (bandiera)   | A     | Babú                  |
|    | Italia (bandiera)    | A     | Massimiliano Caputo   |
|    | Italia (bandiera)    | A     | Daniel Ciofani        |
|    | Italia (bandiera)    | A     | Simone Di Iorio       |
|    | Italia (bandiera)    | A     | Raffaele Franchini    |
|    | Francia (bandiera)   | A     | Laurent Lanteri       |
|    | Italia (bandiera)    | A     | Alessandro Morbidelli |

## Calciomercato

### Sessione invernale(dal 02/01 al 31/01)
| Acquisti | Acquisti            | Acquisti  | Acquisti   |
| R.       | Nome                | da        | Modalità   |
| -------- | ------------------- | --------- | ---------- |
| A        | Jonathan Alessandro | Ternana   | prestito   |
| A        | Massimiliano Caputo | Catanzaro | definitivo |
| A        | Laurent Lanteri     | Novara    | prestito   |

| Cessioni | Cessioni       | Cessioni | Cessioni   |
| R.       | Nome           | a        | Modalità   |
| -------- | -------------- | -------- | ---------- |
| C        | Stefano Amadio | Alghero  | definitivo |

## Risultati

### Lega Pro Seconda Divisione

#### Girone di andata
| Arbitro: | Cervellera (Taranto) |

|           |           |  |
| Caputo 3’ | Marcatori |  |

## Statistiche

### Statistiche di squadra
| Competizione             | Punti | In casa | In casa | In casa | In casa | In casa | In casa | In trasferta | In trasferta | In trasferta | In trasferta | In trasferta | In trasferta | Totale | Totale | Totale | Totale | Totale | Totale | DR |
| Competizione             | Punti | G       | V       | N       | P       | Gf      | Gs      | G            | V            | N            | P            | Gf           | Gs           | G      | V      | N      | P      | Gf     | Gs     | DR |
| ------------------------ | ----- | ------- | ------- | ------- | ------- | ------- | ------- | ------------ | ------------ | ------------ | ------------ | ------------ | ------------ | ------ | ------ | ------ | ------ | ------ | ------ | -- |
| Lega Pro Prima Divisione | 0     | 0       | 0       | 0       | 0       | 0       | 0       | 1            | 1            | 0            | 0            | 0            | 1            | 1      | 0      | 0      | 1      | 0      | 1      | -1 |
| Coppa Italia Lega Pro    | -     | 0       | 0       | 0       | 0       | 0       | 0       | 0            | 0            | 0            | 0            | 0            | 0            | 0      | 0      | 0      | 0      | 0      | 0      | 0  |
| Totale                   | -     | 0       | 0       | 0       | 0       | 0       | 0       | 0            | 0            | 0            | 0            | 0            | 0            | 0      | 0      | 0      | 0      | 0      | 0      | 0  |

### Statistiche dei giocatori
| Giocatore      | Lega Pro Seconda Divisione | Lega Pro Seconda Divisione | Lega Pro Seconda Divisione | Lega Pro Seconda Divisione | Coppa Italia Lega Pro | Coppa Italia Lega Pro | Coppa Italia Lega Pro | Coppa Italia Lega Pro | Totale   | Totale | Totale      | Totale     |
| Giocatore      | Presenze                   | Reti                       | Ammonizioni                | Espulsioni                 | Presenze              | Reti                  | Ammonizioni           | Espulsioni            | Presenze | Reti   | Ammonizioni | Espulsioni |
| -------------- | -------------------------- | -------------------------- | -------------------------- | -------------------------- | --------------------- | --------------------- | --------------------- | --------------------- | -------- | ------ | ----------- | ---------- |
| J. Alessandro  | 0                          | 0                          | 0                          | 0                          | 0                     | 0                     | 0                     | 0                     | 0        | 0      | 0           | 0          |
| S. Amadio      | 0                          | 0                          | 0                          | 0                          | 0                     | 0                     | 0                     | 0                     | 0        | 0      | 0           | 0          |
| S. Ambrosi     | 1                          | 0                          | 0                          | 0                          | 0                     | 0                     | 0                     | 0                     | 1        | 0      | 0           | 0          |
| M. Angeletti   | 1                          | 0                          | 1                          | 0                          | 0                     | 0                     | 0                     | 0                     | 1        | 0      | 1           | 0          |
| P. Baiocco     | 0                          | 0                          | 0                          | 0                          | 0                     | 0                     | 0                     | 0                     | 0        | 0      | 0           | 0          |
| Babú           | 0                          | 0                          | 0                          | 0                          | 0                     | 0                     | 0                     | 0                     | 0        | 0      | 0           | 0          |
| A. Balzano     | 1                          | 0                          | 0                          | 0                          | 0                     | 0                     | 0                     | 0                     | 1        | 0      | 0           | 0          |
| C. Barrionuevo | 0                          | 0                          | 0                          | 0                          | 0                     | 0                     | 0                     | 0                     | 0        | 0      | 0           | 0          |
| S. Bellè       | 1                          | 0                          | 0                          | 0                          | 0                     | 0                     | 0                     | 0                     | 1        | 0      | 0           | 0          |
| M. Caputo      | 0                          | 0                          | 0                          | 0                          | 0                     | 0                     | 0                     | 0                     | 0        | 0      | 0           | 0          |
| R. Chiappara   | 0                          | 0                          | 0                          | 0                          | 0                     | 0                     | 0                     | 0                     | 0        | 0      | 0           | 0          |
| D. Ciofani     | 1                          | 0                          | 0                          | 0                          | 0                     | 0                     | 0                     | 0                     | 1        | 0      | 0           | 0          |
| S. Di Fiordo   | 1                          | 0                          | 0                          | 0                          | 0                     | 0                     | 0                     | 0                     | 1        | 0      | 0           | 0          |
| S. Di Iorio    | 0                          | 0                          | 0                          | 0                          | 0                     | 0                     | 0                     | 0                     | 0        | 0      | 0           | 0          |
| G. Di Vicino   | 0                          | 0                          | 0                          | 0                          | 0                     | 0                     | 0                     | 0                     | 0        | 0      | 0           | 0          |
| D. Doudou      | 1                          | 0                          | 0                          | 0                          | 0                     | 0                     | 0                     | 0                     | 1        | 0      | 0           | 0          |
| G. Gasperini   | 0                          | 0                          | 0                          | 0                          | 0                     | 0                     | 0                     | 0                     | 0        | 0      | 0           | 0          |
| G. Goretti     | 0                          | 0                          | 0                          | 0                          | 0                     | 0                     | 0                     | 0                     | 0        | 0      | 0           | 0          |
| F. La Rosa     | 1                          | 0                          | 0                          | 0                          | 0                     | 0                     | 0                     | 0                     | 1        | 0      | 0           | 0          |
| L. Lanteri     | 0                          | 0                          | 0                          | 0                          | 0                     | 0                     | 0                     | 0                     | 0        | 0      | 0           | 0          |
| F. Lo Piccolo  | 0                          | 0                          | 0                          | 0                          | 0                     | 0                     | 0                     | 0                     | 0        | 0      | 0           | 0          |
| T. Luciani     | 1                          | 0                          | 1                          | 0                          | 0                     | 0                     | 0                     | 0                     | 1        | 0      | 1           | 0          |
| F. Mazzarani   | 1                          | 0                          | 0                          | 0                          | 0                     | 0                     | 0                     | 0                     | 1        | 0      | 0           | 0          |
| A. Morbidelli  | 1                          | 0                          | 0                          | 0                          | 0                     | 0                     | 0                     | 0                     | 1        | 0      | 0           | 0          |
| E. Padella     | 0                          | 0                          | 0                          | 0                          | 0                     | 0                     | 0                     | 0                     | 0        | 0      | 0           | 0          |
| U. Previti     | 0                          | 0                          | 0                          | 0                          | 0                     | 0                     | 0                     | 0                     | 0        | 0      | 0           | 0          |
| F. Romondini   | 1                          | 0                          | 0                          | 0                          | 0                     | 0                     | 0                     | 0                     | 1        | 0      | 0           | 0          |
| F. Sabatucci   | 0                          | 0                          | 0                          | 0                          | 0                     | 0                     | 0                     | 0                     | 0        | 0      | 0           | 0          |
| D. Toukam      | 0                          | 0                          | 0                          | 0                          | 0                     | 0                     | 0                     | 0                     | 0        | 0      | 0           | 0          |